# Clova (trợ lý ảo)
Clova là một trợ lý ảo dành cho hệ điều hành Android và iOS được phát triển bởi Naver Corporation và Line Corporation (công ty con của Naver). Clova, viết tắt của "trợ lý ảo đám mây", được giới thiệu chính thức vào ngày 1 tháng 3 năm 2017. Nó được ra mắt lần đầu tiên trên Apple App Store và Google Play Store dưới dạng ứng dụng trợ lý cá nhân thông minh.
Vào tháng 8 năm 2017, đã có thông báo rằng nền tảng trí tuệ nhân tạo sẽ được sử dụng trong dòng loa thông minh của họ. Loa Wave, được phát hành tại Hàn Quốc với tên Wave (đôi khi được gọi là Naver Wave) và ở Nhật Bản với tên Line Wave cho thị trường Hàn Quốc và Nhật Bản), là loa thông minh đầu tiên sử dụng Clova. Loa Friends (hay Clova Wave in Japan), ở Nhật Bản), loa có chủ đề nhân vật LINE Friends, là loa thông minh thứ hai được hỗ trợ bởi nền tảng này.
Vào tháng 10 năm 2020, Naver phát hành 'Đèn Clova', èn AI đọc sách. Nó hoạt động khi bạn mở một cuốn sách dưới camera trên đèn và nhấn nút đọc sách hoặc nói 'Clova, đọc cho tôi một cuốn sách.' Sản phẩm này có thể đọc sách bằng tiếng Anh cũng như tiếng Hàn.

## Giao diện
Clova Interface Connect là dịch vụ nền tảng của Clova dành cho các nhà sản xuất phần cứng và công ty IOT. Đó là cách đơn giản để kết nối Clova với loa, micrô và bất kỳ thiết bị nào trực tuyến. Clova Interface Connect cung cấp API, SDK và tài liệu phát triển để kết nối Clova với thiết bị của bạn và cung cấp các dịch vụ dựa trên giọng nói. Điều này có thể được áp dụng cho nhiều loại sản phẩm, bao gồm thiết bị di động hàng ngày, ô tô, loa thông minh của hệ thống an ninh và thiết bị IoT gia đình như máy hút bụi robot."